# Азербејџан на Зимским олимпијским играма 2006.
Азербејџану  је ово било треће учешће на Зимским олимпијским играма. Азербејџанску делегацију, на Зимским олимпијским играма 2006. у Торинуу представљало је двоје такмичара (1 мушкарац и 1 жена) у једном спорту.
Азербејџански олимпијски тим је остао у групи екипа које нису освојиле ниједну медаљу на Зимским олимпијским играма.
Заставу Азербејџана на свечаном отварању Олимпијских игара 2006. носио је клизач Игор Луканин.

### Спортисти Азербејџана по дисциплинама
| Спорт             | Мушкарци | Жене | Укупно |
| ----------------- | -------- | ---- | ------ |
| Уметничко клизање | 2        | 2    | 4      |
| Укупно (1)        | 2        | 2    | 4      |

## Резултати

### Уметничко клизање
| Клизач/ица                   | Дисциплина    | ОП     | ОП      | КП/ОРП | КП/ОРП  | СП/СК  | СП/СК   | Укупно | Укупно       | Детаљи |
| Клизач/ица                   | Дисциплина    | Бодови | Пласман | Бодови | Пласман | Бодови | Пласман | Бодови | Пласман      | Детаљи |
| ---------------------------- | ------------- | ------ | ------- | ------ | ------- | ------ | ------- | ------ | ------------ | ------ |
| Кристин Фрејзер Игор Луканин | Плесни парови | 27,27  | 20      | 43,83  | 19      | 77,14  | 17      | 148,24 | 19 / 23 (24) |        |